# Liste des plus grands puits naturels
Certaines parties verticales de cavités naturelles, appelées « puits » dans le jargon spéléologique (« pit » ou « pitch » ou « shaft » en anglais), peuvent atteindre des profondeurs de plusieurs centaines de mètres.
Les tiankengs de Chine et autres méga-dolines de grande profondeur sont inclus et signalés dans cette liste des plus grands puits naturels.

## Répartition par classes de profondeur des plus grands puits naturels
À fin 2016, 51 grands puits ou méga-dolines de plus de 300 mètres de profondeur sont répertoriés dans le monde, dont :
- 21 d'au moins 400 mètres de profondeur ;
- 11 d'au moins 500 mètres de profondeur ;
- 3 d'au moins 600 mètres de profondeur.

Le tableau 1 ci-dessous détaille la répartition par classes plus précises de ces grands puits et méga-dolines profondes.
| Réf | I….: 750 m= et plus | II…: 600 m= à 750 m- | III..: 500 m= à 600 m- | IV…: 450 m= à 500 m- | V….: 400 m= à 450 m- | VI…: 350 m= à 400 m- | VII..: 300 m= à 350 m- | Totaux ≥ 300 m | VIII.: 200 m= à 300 m- | Classes de profondeur / Totaux | Totaux ≥ 200 m | Réf    |
| --- | ------------------- | -------------------- | ---------------------- | -------------------- | -------------------- | -------------------- | ---------------------- | -------------- | ---------------------- | ------------------------------ | -------------- | ------ |
| T01 | 0                   | 3                    | 8                      | 4                    | 6                    | 7                    | 23                     | 51             | à venir                | Totaux par classe              | à venir        | T01    |
| T02 | 0                   | 3                    | 11                     | 15                   | 21                   | 28                   | 51                     | -              | à venir                | Totaux cumulés                 | -              | T02    |
| R   | Remarque            | Remarque             | Néant.                 | Néant.               | Néant.               | Néant.               | Néant.                 | Néant.         | Néant.                 | Néant.                         | Néant.         | Néant. |

## Répartition mondiale des plus grands puits naturels
Légende et aide à la lecture des tableaux 1 (ci-dessus) et 1bis, 1ter (ci-dessous)
- Les chiffres romains (« I » à « VIII ») en début des titres de colonnes 2 à 8 et 10, indiquent les classes (c'est-à-dire les intervalles) de valeurs décomptés dans chaque colonne de données.
- Les profondeurs sont indiquées en « mètres » (noté : m).
- Le signe « + » accolé au symbole de l'unité, signifie que la classe commence au-dessus de la valeur indiquée ; valeur qui n'est donc pas comprise dans l'intervalle.
- Le signe « - » accolé au symbole de l'unité, signifie que la classe se termine au-dessous de la valeur indiquée ; valeur qui n'est donc pas comprise dans l'intervalle.
- Le signe « = » ou l'absence de signe accolé à l'unité, signifie que la valeur indiquée est comprise dans l'intervalle de la classe.
- Les nombres entre parenthèses, à la fin des titres des colonnes 2 à 8 et 10 rappellent le nombre de cavités recensées dans chaque classe, c'est-à-dire indiquées dans chaque colonne.
- Les pays sont indiqués dans la première colonne par leur code ISO 3166-1 pour permettre la visualisation par l'outil IntensityMapen:Template:Visualizer/IntensityMap. Les codes en minuscules permettent de repérer les pays pour lesquels toutes les classes sont à zéro.
- Les noms complets des pays, avec leur drapeau et un lien vers leur monographie, sont indiqués en colonne 11, sur fond coloré indiquant leur continent ou subcontinent d'appartenance[T 1].

| |                                      |                                         |                                         |                                                  |                                                 |
| \| Tableau 1bis : Répartition des plus grands puits naturels par continents ou subcontinents à fin 2016 --- 21 pays cités dont 14 pays possédant 52 grands puits répertoriés de plus de 300 mètres de profondeur --- \| \| \| \| \| \| \| Afrique -- 1 pays -- - 0 grand puits - \| Asie -- 5 pays -- - 7 grands puits - \| Océanie -- 1 pays -- - 3 grands puits - \| Europe -- 9 pays -- - 31 grands puits - \| Amérique du Nord -- 3 pays -- - 9 grands puits - \| Amérique du Sud -- 2 pays -- - 2 grands puits - \| \| Remarques : - La Géorgie, pays situé sur la ligne de division entre l'Europe et l'Asie, a été arbitrairement comptabilisée en Europe dans cet article. - La Turquie, possédant une part de territoire en Europe et étant candidate à l'Union européenne, a été également comptabilisée en Europe. \| \| \| \| \| \| |                                      |                                         |                                         |                                                  |                                                 |
| Tableau 1bis : Répartition des plus grands puits naturels par continents ou subcontinents à fin 2016 --- 21 pays cités dont 14 pays possédant 52 grands puits répertoriés de plus de 300 mètres de profondeur --- |                                      |                                         |                                         |                                                  |                                                 |
| Afrique -- 1 pays -- - 0 grand puits - | Asie -- 5 pays -- - 7 grands puits - | Océanie -- 1 pays -- - 3 grands puits - | Europe -- 9 pays -- - 31 grands puits - | Amérique du Nord -- 3 pays -- - 9 grands puits - | Amérique du Sud -- 2 pays -- - 2 grands puits - |
| Remarques : - La Géorgie, pays situé sur la ligne de division entre l'Europe et l'Asie, a été arbitrairement comptabilisée en Europe dans cet article. - La Turquie, possédant une part de territoire en Europe et étant candidate à l'Union européenne, a été également comptabilisée en Europe. |                                      |                                         |                                         |                                                  |                                                 |

| ISO | I….: 750 m= et plus (0) | II…: 600 m= à 750 m- (3) | III..: 500 m= à 600 m- (9) | IV…: 450 m= à 500 m- (5) | V….: 400 m= à 450 m- (5) | VI…: 350 m= à 400 m- (7) | VII..: 300 m= à 350 m- (23) | Totaux ≥ 300 m / pays | VIII.: 200 m= à 300 m- (?) | Classes profondeur / Pays (Total classe) | Totaux ≥ 200 m / pays | Tri |
| --- | ----------------------- | ------------------------ | -------------------------- | ------------------------ | ------------------------ | ------------------------ | --------------------------- | --------------------- | -------------------------- | ---------------------------------------- | --------------------- | --- |
| AT  | 0                       | 0                        | 0                          | 2                        | 0                        | 2                        | 0                           | 4                     | à venir                    | Autriche                                 | à venir               | P01 |
| BS  | 0                       | 0                        | 0                          | 0                        | 0                        | 0                        | 0                           | 0                     | à venir                    | Bahamas                                  | à venir               | P02 |
| BR  | 0                       | 0                        | 0                          | 0                        | 0                        | 0                        | 0                           | 0                     | à venir                    | Brésil                                   | à venir               | P03 |
| CN  | 0                       | 2                        | 2                          | 1                        | 1                        | 0                        | 0                           | 6                     | à venir                    | Chine                                    | à venir               | P04 |
| HR  | 0                       | 0                        | 4                          | 0                        | 1                        | 0                        | 0                           | 5                     | à venir                    | Croatie                                  | à venir               | P05 |
| ES  | 0                       | 0                        | 0                          | 0                        | 0                        | 0                        | 8                           | 8                     | à venir                    | Espagne                                  | à venir               | P06 |
| FR  | 0                       | 0                        | 0                          | 0                        | 0                        | 0                        | 3                           | 3                     | 13                         | France                                   | 16                    | P07 |
| GE  | 0                       | 0                        | 0                          | 0                        | 1                        | 0                        | 0                           | 1                     | à venir                    | Géorgie                                  | à venir               | P08 |
| GR  | 0                       | 0                        | 0                          | 0                        | 0                        | 1                        | 1                           | 2                     | à venir                    | Grèce                                    | à venir               | P09 |
| ID  | 0                       | 0                        | 0                          | 0                        | 0                        | 0                        | 0                           | 0                     | à venir                    | Indonésie                                | à venir               | P10 |
| IR  | 0                       | 0                        | 1                          | 0                        | 0                        | 0                        | 0                           | 1                     | à venir                    | Iran                                     | à venir               | P11 |
| IT  | 0                       | 0                        | 0                          | 1                        | 1                        | 0                        | 2                           | 4                     | à venir                    | Italie                                   | à venir               | P12 |
| MG  | 0                       | 0                        | 0                          | 0                        | 0                        | 0                        | 0                           | 0                     | à venir                    | Madagascar                               | à venir               | P13 |
| MY  | 0                       | 0                        | 0                          | 0                        | 0                        | 0                        | 0                           | 0                     | à venir                    | Malaisie                                 | à venir               | P14 |
| MX  | 0                       | 0                        | 0                          | 0                        | 1                        | 2                        | 6                           | 9                     | à venir                    | Mexique                                  | à venir               | P15 |
| OM  | 0                       | 0                        | 0                          | 0                        | 0                        | 0                        | 0                           | 0                     | à venir                    | Oman                                     | à venir               | P16 |
| PG  | 0                       | 0                        | 1                          | 1                        | 0                        | 0                        | 1                           | 3                     | à venir                    | Papouasie-Nouvelle-Guinée                | à venir               | P17 |
| PR  | 0                       | 0                        | 0                          | 0                        | 0                        | 0                        | 0                           | 0                     | à venir                    | Porto Rico                               | à venir               | P18 |
| SI  | 0                       | 1                        | 1                          | 0                        | 0                        | 1                        | 0                           | 3                     | à venir                    | Slovénie                                 | à venir               | P19 |
| TR  | 0                       | 0                        | 0                          | 0                        | 0                        | 0                        | 1                           | 1                     | à venir                    | Turquie                                  | à venir               | P20 |
| VE  | 0                       | 0                        | 0                          | 0                        | 0                        | 1                        | 1                           | 2                     | à venir                    | Venezuela                                | à venir               | P21 |

| TB | 0 | 3 | 9 | 5 | 5 | 7 | 23 | 52 | à venir | Totaux bruts | à venir | TB |
| -- | - | - | - | - | - | - | -- | -- | ------- | ------------ | ------- | -- |

## Liste des puits naturels les plus profonds
Outre les puits d'entrée classiques à ciel ouvert, cette liste inclut également les puits de type doline d'effondrement, tels que les sótanos mexicains, les méga-dolines de Papouasie ou les tiankeng chinois, dans la mesure où ceux-ci présentent des parois abruptes sur la quasi-totalité de leur hauteur et de leur périphérie. Ils sont en effet, dans ce cas, accessibles seulement par les techniques de la spéléologie ou du base jump.

### Puits naturels de plus de500 mètresde profondeur
Le tableau 2-1 ci-dessous reprend la liste des grands puits naturels (dont tiankengs et autres méga-dolines) de plus de 500 mètres de profondeur, recensés dans le monde entier.
Ce tableau reprend les classes I (vide en 2016), II (3 sites en 2016) et III (8 sites en 2016) des tableaux de répartition de la section précédente. La classe est rappelée dans la référence (première colonne à gauche).
| Réf.  | Nom du puits [Nom de la cavité]       | Pays / État               | Région / Localité, Massif / Zone | Profond. (m) | Nature du puits           | Références / Sources                                         | M. à jour |
| ----- | ------------------------------------- | ------------------------- | -------------------------------- | ------------ | ------------------------- | ------------------------------------------------------------ | --------- |
| II-1  | Xiaozhai tiankeng                     | Chine                     | Chongqing / Fengjie              | 662 m        | Tiankeng                  | Speleogenesis                                                | 1996-??   |
| II-2  | Vrtoglavica                           | Slovénie                  | Goriška, Kanin                   | 643 m        | ?                         | 12e congrès UIS & Toni Palcic                                | 1996-??   |
| II-3  | Dashiwei tiankeng                     | Chine                     | Guangxi / Leye                   | 613 m        | Tiankeng                  | Speleogenesis                                                | 2001-??   |
| III-1 | Ghar-e-Ghala (en: Ghala Cave)         | Iran                      | Kermanshah                       | 562 m        | Puits d'entrée            | Darkness Below                                               | 2016-09   |
| III-2 | Patkov gušt                           | Croatie                   | Lika-Senj / ? Sjeverni Velebit   | 553 m        | ?                         | Revue Spelunca, n°70 & Toni Palcic & speleologija.hr         | 2010-10   |
| III-3 | Crveno jezero                         | Croatie                   | Split-Dalmatie / Imotski         | 528 m        | Doline avec lac karstique | NSS News & speleologija.hr                                   | 2010-10   |
| III-4 | Da Keng                               | Chine                     | Chongqing / Wulong               | 519 m        | Puits interne             | Descent N194 P32 & Grottes et karsts de Chine & Hong Mei Gui | 2007-??   |
| III-5 | Lukina jama                           | Croatie                   | Lika-Senj, Sjeverni Velebit      | 516 m        | ?                         | Descent N194 P32 & speleologija.hr                           | 2010-10   |
| III-6 | Vertikala Divke Gromovnice [Velebita] | Croatie                   | Lika-Senj, Sjeverni Velebit,     | 513 m        | Puits interne             | Descent N194 P32 & speleologija.hr                           | 2010-10   |
| III-7 | Minyé                                 | Papouasie-Nouvelle-Guinée | Nouvelle-Bretagne, Nakanaï       | 510 m        | Méga-doline               | Atlas - Great Caves of the World & Wondermondo               | 1989-??   |
| III-8 | Haolong tiankeng                      | Chine                     | Guangxi / Bama, Karst de Bama    | 509 m        | Tiankeng                  | Speleogenesis & Wondermondo                                  | 2001-??   |
| III-9 | Brezno pod Velbom                     | Slovénie                  | Goriška / ? Kanin                | 501 m        | Puits d'entrée            | 12e congrès UIS & Toni Palcic & Lettre du S.C.P. no 217      | 2003-09   |

### Puits naturels de plus de300 mètreset de moins de500 mètresde profondeur
Le tableau 2-2 ci-dessous reprend la liste résumée des puits naturels (dont tiankengs et autres méga-dolines) de plus de 300 mètres et de moins de 500 mètres de profondeur, recensés dans le monde entier.
Ce tableau reprend les classes IV, V, VI, VII des tableaux de répartition de la section précédente. La classe est rappelée dans la référence (première colonne à gauche).
| Réf.   | Nom du puits [Nom de la cavité]                                                                  | Pays / État               | Région / Localité Massif / Zone                        | Profond. (m) | Nature du puits                                | Références / Sources                                                                                | M. à jour |
| ------ | ------------------------------------------------------------------------------------------------ | ------------------------- | ------------------------------------------------------ | ------------ | ---------------------------------------------- | --------------------------------------------------------------------------------------------------- | --------- |
| IV-1   | Abisso Firn                                                                                      | Italie                    | Frioul-Vénétie Julienne, Monte Canin (Alpes Juliennes) | 495 m        | Puits d'entrée                                 | Michele Potleca & Caver Info                                                                        | 2011-10   |
| IV-2   | Miao Keng [Système Tianxing Dongxuexitong]                                                       | Chine                     | Chongqing, Wulong                                      | 491 m        | Puits interne                                  | Grottes et karsts de chine & Explos & Hong Meigui Cave                                              | 2008-??   |
| IV-3   | Kavakuna                                                                                         | Papouasie-Nouvelle-Guinée | Nouvelle-Bretagne,                                     | 480 m        | Méga-doline                                    | Wondermondo                                                                                         | 2001-??   |
| IV-4   | Melkboden-Eishöhle                                                                               | Autriche                  | Styrie, Hochschwab                                     | 451 m        | Puits interne                                  | IC 23 & World Cave Database                                                                         |           |
| IV-5   | Höllenhölle                                                                                      | Autriche                  | Salzbourg, Tennengebirge                               | 450 m        | Puits unique                                   | Atlas - Great Caves of the World & www.nautilus.cz(cs)                                              | 1989-??   |
| V-1    | Baiyu Dong (白雨洞)                                                                              | Chine                     | Guizhou, Pán Xiàn                                      | 424 m        | Puits d'entrée (Plein vide)                    | Yvonne Droms in The West Virginia Caver, Vol. 21, No 3 & Grottes et karsts de Chine                 | 2003-03   |
| V-2    | Meduza (Bojim-bojim shaft)                                                                       | Croatie                   | Velebit, Rožanski kukovi                               | 420 m        | ?                                              | NSS News 2004 & www.speleologija.hr (hr + en)                                                       | 2010-10   |
| V-3    | Abisso di Monte Novegno (MP.02)                                                                  | Italie                    | Vénétie, Schio                                         | 418 m        | Puits interne                                  | Descent N194 P32                                                                                    | 2007-??   |
| V-4    | El Sótano (del Rancho) del Barro (fr : Gouffre (du Ranch) de la Glaise)                          | Mexique                   | Querétaro, Sierra Gorda                                | 410 m        | Méga-doline                                    | Deep Pits of Mexico(en)                                                                             | 2009-07   |
| V-5    | Abatz                                                                                            | Géorgie                   |                                                        | 410 m        | Puits interne                                  | Descent N194 P32                                                                                    | 2007-??   |
| VI-1   | Provatina                                                                                        | Grèce                     | Épire, Pinde, Astraka                                  | 392 m        | Puits unique                                   | Atlas - Great Caves of the World & www.nautilus.cz(cs)                                              | 1989-??   |
| VI-2   | Zlatorog ?                                                                                       | Slovénie                  | Goriška, Kanin, Hudi vrsic                             | 385 m        | Puits interne ?                                | Toni Palcic                                                                                         | 2003      |
| VI-3   | Pozo Verde (fr:Puits vert)                                                                       | Mexique                   | Puebla, Ajalpa                                         | 380 m        | Puits unique                                   | Deep Pits of Mexico(en) & www.nautilus.cz(cs)                                                       | 2009-07   |
| VI-4   | Sótano de las Golondrinas (fr:Gouffre des Hirondelles)                                           | Mexique                   | San Luis Potosí, Aquismón                              | 376 m        | Méga-doline                                    | Deep Pits of Mexico(en)                                                                             | 2009-07   |
| VI-5   | Sima Aonda 1,                                                                                    | Venezuela                 | Bolivar, Gran Sabana, Auyán Tepui                      | 360 m        | Méga-doline dans le Quartzite                  | Atlas - Great Caves of the World                                                                    | 1989-??   |
| VI-6   | Altes Murmeltier [Stary Swistak]                                                                 | Autriche                  | Salzbourg, Tennengebirge                               | 350 m        | Puits interne vers -150, dont 307 m plein vide | www.nautilus.cz(cs)                                                                                 | 1987-??   |
| VI-7   | Stierwascherschacht                                                                              | Autriche                  | Haute-Autriche, Höllengebirge                          | 350 m        | Puits interne                                  | Atlas - Great Caves of the World & www.nautilus.cz(cs)                                              | 1989-??   |
| VII-1  | Pozo de los Pasiegos [Sima del Tejon]                                                            | Espagne                   | Cantabrie, Porracolina                                 | 346 m        | Puits interne                                  | Jose Luis Membrado                                                                                  | 2006-??   |
| VII-2  | Mavro Skiadi                                                                                     | Grèce                     | Crète, Lefká Óri, Mélidoni                             | 342 m        | Puits unique                                   | Atlas - Great Caves of the World & www.nautilus.cz(cs)                                              | 1989-??   |
| VII-3  | Pozo Negro (fr:Puits Noir) [Sima de la Llana de Tejes, Sistema Garma Ciega]                      | Espagne                   | Cantabrie, Mortillano                                  | 340 m        | ?                                              | Jose Luis Membrado                                                                                  | 2006-??   |
| VII-4  | El Sótano de la Culebra (Gouffre de la Couleuvre)                                                | Mexique                   | Querétaro, Sierra Gorda                                | 336 m        | Puits d'entrée unique                          | Deep Pits of Mexico(en)                                                                             | 2009-07   |
| VII-5  | Sótano de Tomasa Kiahua                                                                          | Mexique                   | Veracruz, Córdoba, San Jose Independencia              | 330 m        | Puits unique                                   | Deep Pits of Mexico(en)                                                                             | 2009-07   |
| VII-6  | P'tit Québec [Sotanito de Alhuastle]                                                             | Mexique                   | Puebla, Zongólica                                      | 329 m        | Puits d'entrée                                 | Deep Pits of Mexico(en)                                                                             | 2009-07   |
| VII-7  | El Zacatón                                                                                       | Mexique                   | Tamaulipas,                                            | 329 m        | Cénote                                         | Deep Pits of Mexico(en)                                                                             | 2009-07   |
| VII-8  | Puits des Pirates Aphanicé                                                                       | France                    | Pyrénées-Atlantiques, Arbailles                        | 328 m        | Puits interne, à -155                          | [PDF]Paul Courbon, « evolution des techniques spéléologiques 2/2, la progression sur corde, p. 4 ». | 2002      |
| VII-9  | Pozo Lepineux (Puits Lépineux) Sistema de la Piedra-San-Martin                                   | Espagne                   | Navarre, La Pierre Saint-Martin                        | 328 m        | Puits d'entrée                                 | Jose Luis Membrado                                                                                  | 1951-??   |
| VII-10 | Pozo (el) Buldo (fr:Puits du Buldo) [Torca de la Mole]                                           | Espagne                   | Cantabrie, Mortillano                                  | 328 m        | Puits interne                                  | Jose Luis Membrado                                                                                  | 1951-??   |
| VII-11 | Sima Humboldt ou Sima Mayor de Sarisariñama                                                      | Venezuela                 | Bolivar, Sarisariñama                                  | 314 m        | Méga-doline                                    | Speleogenesis.info(en)                                                                              | 2006-??   |
| VII-12 | Naré                                                                                             | Papouasie-Nouvelle-Guinée | Nouvelle-Bretagne, Nakanaï                             | 310 m        | Méga-doline                                    | Atlas - Great Caves of the World                                                                    | 1989-??   |
| VII-13 | Pozzo Mandini ou Black Hole (fr:Puits Mandini ou Trou noir) [Abisso Paolo Roversi]               | Italie                    | Toscane, alpes apuanes, Tambura, Carcaraia             | 310 m        | Puits terminal vers -445                       | Atlas - Great Caves of the World & www.nautilus.cz(cs)                                              | 1989-??   |
| VII-14 | Pozo Ratoncitos Ahogados (fr:Puits des petits ratons noyés) [Olbastl Akemabis ; Sistema Nogochl] | Mexique                   | Puebla, Sierra Negra                                   | 310 m        | Puits interne ?                                | Deep Pits of Mexico(en)                                                                             | 2009-07   |
| VII-15 | Psycho Killer [Nita Xonga]                                                                       | Mexique                   | Oaxaca, Chilchotla                                     | 310 m        | Puits interne ?                                | Deep Pits of Mexico(en)                                                                             | 2009-07   |
| VII-16 | Pozo Vicente Alegre [Sistema del Trave]                                                          | Espagne                   | Asturies, Picos de Europa                              | 309 m        | Puits interne                                  | Atlas - Great Caves of the World                                                                    | 1989-??   |
| VII-17 | Pozo de los Caínes [Torca (de) Cabeza Llambrera (MS.42)]                                         | Espagne                   | León, Picos de Europa                                  | 308 m        | Puits interne, vers -200                       | Jose Luis Membrado                                                                                  | 1983-??   |
| VII-18 | Poza tras la Hayada                                                                              | Espagne                   | Asturies, Picos de Europa                              | 306 m        | Puits d'entrée                                 | Jose Luis Membrado                                                                                  | 1980-??   |
| VII-19 | Bucakalan Magarsi Akseki                                                                         | Turquie                   | ?                                                      | 305 m        | ?                                              | www.tayproject.org                                                                                  | 2012-??   |
| VII-20 | Pot II                                                                                           | France                    | Isère, Vercors (Préalpes)                              | 303 m        | Puits interne                                  | Atlas - Great Caves of the World & spéléo club de la seine                                          | 1989-??   |
| VII-21 | Touya de Liet                                                                                    | France                    | Pyrénées-Atlantiques, Iseye                            | 302 m        | Puits interne                                  | Atlas - Great Caves of the World & Le gouffre André Touya.                                          | 1989-??   |
| VII-22 | Pozo Juhué [Sima del Cueto, Sistema Cueto-Coventosa-Cubera]                                      | Espagne                   | Cantabrie, Porracolina                                 | 302 m        | Puits interne                                  | Jose Luis Membrado                                                                                  | 1966-??   |
| VII-23 | Abisso Enrico Revel                                                                              | Italie                    | Toscane, Lucques, Vergemoli                            | 300 m        | Puits unique                                   | Atlas - Great Caves of the World                                                                    | 1989-??   |

### Puits naturels de plus de200 mètreset de moins de300 mètresde profondeur
Le tableau 2-3 ci-dessous reprend la liste résumée des puits naturels de plus de 200 mètres mais de moins de 300 mètres de profondeur, recensés dans le monde entier.
Cet intervalle de profondeur constitue la classe VIII dans les tableaux de répartition en tête d'article. En 2016, seuls les grands puits de France ont été recensés dans cette classe.
| Réf. | Nom du puits [Nom de la cavité]                                      | Pays / État | Région / Massif ou Localité | Profond. (m) | Nature du puits | Références / Sources | M. à jour |
| ---- | -------------------------------------------------------------------- | ----------- | --------------------------- | ------------ | --------------- | -------------------- | --------- |
| 1    | Puits des Dominiques [Perte d'Eruso (Arrestaliako ziloa)]            | France      | Pyrénées-Atlantiques,       | 248 m        | Puits interne ? | Souterweb            | 2011-06   |
| 2    | Puits du Sapin [Baïlando Lezia]                                      | France      | Pyrénées-Atlantiques,       | 233 m        | Puits interne ? | Souterweb            | 2001-06   |
| 3    | ? [Gouffre de l'Osque]                                               | France      | Pyrénées-Atlantiques,       | 219 m        | Puits interne ? | Souterweb            | 2001-06   |
| 4    | ? [Réseau de la Tête des Verds]                                      | France      | Haute-Savoie                | 217 m        | Puits interne   | Souterweb            | 2001-06   |
| 5    | Le P215 [Gouffre Pascale ou SL19] (Réseau de la Pierre-Saint-Martin) | France      | Pyrénées-Atlantiques,       | 215 m        | Puits interne ? | Souterweb            | 2001-06   |
| 6    | ? [Gouffre de la Coume Ferrat]                                       | France      | Ariège, Paloumère           | 214 m        | Puits d'entrée  | Souterweb            | 2001-06   |
| 7    | Puits du Libérateur [Gouffre Amin Dada]                              | France      | Haute-Savoie                | 207 m        | Puits interne   | Souterweb            | 2001-06   |
| 8    | ? [Trou de l'Ours (D.10)]                                            | France      | Pyrénées-Atlantiques,       | 206 m        | Puits d'entrée  | Souterweb            | 2001-06   |
| 9    | Puits Bachetta [Golet du Tambourin]                                  | France      | Isère, Alpe                 | 205 m        | Puits interne   | Souterweb            | 2001-06   |
| 10   | Puits Bourgin [Scialet de la Fromagère]                              | France      | Isère                       | 205 m        | Puits interne   | Souterweb            | 2001-06   |
| 11   | Puits Goudurix [Antre des Damnés]                                    | France      | Isère                       | 205 m        | Puits interne   | Souterweb            | 2001-06   |
| 12   | ? [Gouffre (?) Mathieu]                                              | France      | Isère, Granier              | 201 m        | ?               | Souterweb            | 2001-06   |
| 13   | ? [Glacière Noël-Perret]                                             | France      | Haute-Savoie                | 200 m        | Puits d'entrée  | Souterweb            | 2001-06   |
| 14   | ? [Gouffre Sauveur Bouchet]                                          | France      | Pyrénées-Atlantiques,       | 196 m        | Puits d'entrée  | Souterweb            | 2001-06   |

## Liste des plus grandes verticales souterraines absolues
Tous les grands puits naturels listés dans la section précédente, ne présentent pas une verticalité absolue permettant par exemple une descente directe sur corde, sans fractionnement.
Le tableau 3 ci-dessous liste les rares grandes verticales absolues de plus de 300 mètres de profondeur.
| Réf. | Nom du puits (Traduction) [Nom de la cavité]                      | Pays / État | Région / Massif                     | Profond. (m) | Nature du puits                              | Références / Sources                                                                | M. à jour |
| ---- | ----------------------------------------------------------------- | ----------- | ----------------------------------- | ------------ | -------------------------------------------- | ----------------------------------------------------------------------------------- | --------- |
| 1    | Vertikala Divke Gromovnice [Velebita]                             | Croatie     | Velebit, Rožanski Kukovi – Crikvena | 513 m        | Puits interne, vers -200                     | Descent N194 P32 & (hr + en) www.speleologija.hr                                    | 2010-10   |
| 2    | Baiyu Dong (白雨洞)                                               | Chine       | Guizhou, Pán Xiàn                   | 424 m        | Puits d'entrée                               | Yvonne Droms in The West Virginia Caver, Vol. 21, No 3 & Grottes et karsts de Chine | 2003-03   |
| 3    | El Sótano del Rancho del Barro (fr:Gouffre du Ranch de la Glaise) | Mexique     | Querétaro, Sierra Gorda             | 410 m        | Méga-doline                                  | Mexican Deep Pit List                                                               | 2002-??   |
| 4    | Sótano de las Golondrinas(es) (fr:Gouffre des Hirondelles)        | Mexique     | San Luis Potosí, Aquismón           | 376 m        | Méga-doline                                  | Mexican Deep Pit List                                                               | 2002-??   |
| 5    | Puits des Pirates Aphanicé                                        | France      | Pyrénées-Atlantiques, Arbailles     | 328 m        | Puits interne, à -155                        | Great Caves of the World 1989                                                       | 2002-??   |
| 6    | Altes Murmeltier [Stary Swistak]                                  | Autriche    | Salzbourg, Tennengebirge            | 307 m        | Puits interne (partie plein vide), vers -171 | www.nautilus.cz(cs)                                                                 | 1987-??   |
| 7    | Poza tras la Hayada                                               | Espagne     | Asturies, Picos de Europa           | 306 m        | Puits d'entrée                               | Jose Luis Membrado                                                                  | 1980-??   |

## Sources principales
Listes mondiales
- (en) Bob Gulden (NSS#13188), « The Worlds Great Vertical Pits »(Archive.org • Wikiwix • Archive.is • Google • Que faire ?), 21 septembre 2010 (consulté en octobre 2010).
- (cs) www.nautilus.cz Velké vertikaly sveta, par Tonda Zelenka.
- (sk) www.sss.sk Rebríčky najhlbších a najdlhších jaskýň

Listes nationales
- Souternet, site du CLPA / Puits de plus de 100 mètres de profondeur en France, par Dominique Ros, 16 juin 2001 (dernière visite 28 octobre 2010).
- (en) www.amcs-pubs.org : Deep pits of Mexico, by Mark Minton (mminton@illinoisalumni.org), July 2009 (dernière visite 28 octobre 2010).